# Crotalaria sparsifolia
Crotalaria sparsifolia är en ärtväxtart som beskrevs av John Gilbert Baker. Crotalaria sparsifolia ingår i släktet sunnhampor, och familjen ärtväxter. Inga underarter finns listade i Catalogue of Life.